# Gitiades
Gitiades (en llatí Gitiadas, en grec antic Γιτιάδας) va ser un arquitecte, escultor i poeta espartà.
Va completar el temple d'Atena Poliucos a Esparta i el va ornamentar amb estàtues de bronze fins al punt que el temple va rebre el nom de "Casa de Bronze" i la deessa es va anomenar Χαλκοοἶκος.
Gitiades va fer per aquest temple, a més de la de la deessa, altres estàtues de bronze, la majoria, sinó totes sembla que eren en baix relleu a les parets, que representaven els dotze treballs d'Hèracles, les nimfes que havien armat a Perseu quan va anar a matar a Medusa, el naixement d'Atena, i Amfitrite i Posidó. Gitiades també va ser poeta, i va compondre un himne a Atena, a més d'altres poemes, tots escrits en grec dòric.
També va fer dos dels tres trípodes de bronze per a la ciutat d'Amicles, la tercera era obra de Cal·lon d'Egina. Els dos de Gitiades es recolzaven amb estàtues d'Afrodita i Àrtemis, segons els descriu Pausànias. La seva època no es coneix, però com que era contemporani de Cal·lon d'Egina (Callon) que va florir el 516 aC, cal situar-lo al segle vi aC.